# Tuukka Mäntylä
Tuukka Mäntylä (* 25. Mai 1981 in Tampere) ist ein finnischer Eishockeyspieler, der zuletzt bei den Malmö Redhawks in der Svenska Hockeyligan unter Vertrag stand.

## Karriere
Tuukka Mäntylä begann seine Karriere als Eishockeyspieler in seiner Heimatstadt in der Nachwuchsabteilung von Tappara Tampere, für dessen Profimannschaft er von 1999 bis 2003 in der SM-liiga, der höchsten finnischen Spielklasse, aktiv war. Nachdem er in den Spielzeiten 2000/01 und 2001/02 bereits Vizemeister mit Tappara geworden war, gewann er im dritten Anlauf in der Saison 2002/03 mit seiner Mannschaft den finnischen Meistertitel. Von 2003 bis 2005 spielte der Verteidiger für den Luleå HF in der schwedischen Elitserien, ehe er für weitere zwei Jahre zu Tappara Tampere zurückkehrte. Von 2007 bis 2009 stand er erneut in der schwedischen Elitserien auf dem Eis, diesmal jedoch für den Frölunda HC.
Zur Saison 2009/10 schloss sich Mäntylä erneut seinem Stammverein Tappara Tampere an, bei dem er zwei Spielzeiten lang blieb, ehe er im Oktober 2011 von Neftechimik Nischnekamsk aus der Kontinentalen Hockey-Liga verpflichtet wurde. Nach Ablauf der Spielzeit kehrte er zu Tappara zurück, wo er zum Mannschaftskapitän ernannt wurde und am Saisonende in das All-Star-Team der Liiga berufen wurde. Im Mai 2013 wurde er von Metallurg Nowokusnezk aus der Kontinentalen Hockey-Liga unter Vertrag genommen. Für Metallurg erzielte er 16 Scorerpunkte in 53 KHL-Partien, ehe er im Juli 2014 zu seinem Stammverein zurückkehrte.
Ab November 2014 stand er bei Amur Chabarowsk unter Vertrag und lief für diesen Klub aus dem äußersten Osten Russlands in 25 KHL-Partien auf. Der er nach Saisonende keinen neuen Vertrag erhielt, wechselte er im Juni 2015 zum KHL Medveščak Zagreb. Nachdem er im Januar 2016 nach Tampere zurückgekehrt war, gewann er mit dem Klub am Saisonende die finnische Meisterschaft. Nach diesem Erfolg zog es den „Wandervogel“ nach Ostasien, wo er für den neu gegründeten Klub Kunlun Red Star aus Peking in der Kontinentalen Hockey-Liga auf dem Eis stand.
Im Sommer 2017 wechselte er zunächst innerhalb der KHL zu HK Jugra Chanty-Mansijsk, bat aber wenige Wochen später aus persönlichen Gründen um Auflösung des Vertrages und unterschrieb stattdessen einen Kontrakt bei den Malmö Redhawks aus der Svenska Hockeyligan.

### International
Für Finnland nahm Mäntylä im Juniorenbereich an der U18-Junioren-Europameisterschaft 1998, der U18-Junioren-Weltmeisterschaft 1999 sowie den U20-Junioren-Weltmeisterschaften 2000 und 2001 teil. Bei der U18-EM 1998 und der U20-WM 2001 gewann er mit seiner Mannschaft die Silber-, bei der U18-WM 1999 sogar die Goldmedaille. Bei der U20-WM 2001 wurde er zudem in das All-Star Team des Turniers gewählt und wies die beste Plus/Minus-Bilanz aller Spieler auf.
Im Seniorenbereich stand er im Aufgebot seines Landes bei den Weltmeisterschaften 2004, 2006, 2007, 2013, 2014 und 2015 sowie in den Jahren 2003 bis 2009 und 2013 bis 2016 bei der Euro Hockey Tour. Bei der WM 2006 gewann er mit Finnland die Bronze- sowie bei den Weltmeisterschaften 2007 und 2014 die Silbermedaille.

## Erfolge und Auszeichnungen
- 2001 Finnischer Vizemeister mit Tappara Tampere
- 2002 Finnischer Vizemeister mit Tappara Tampere
- 2003 Finnischer Meister mit Tappara Tampere
- 2013 All-Star-Team der Liiga
- 2016 Finnischer Meister mit Tappara Tampere

### International
- 1998 Silbermedaille bei der U18-Junioren-Europameisterschaft
- 1999 Goldmedaille bei der U18-Junioren-Weltmeisterschaft
- 2001 Silbermedaille bei der U20-Junioren-Weltmeisterschaft
- 2001 All-Star Team der U20-Junioren-Weltmeisterschaft
- 2001 Beste Plus/Minus-Bilanz der U20-Junioren-Weltmeisterschaft
- 2006 Bronzemedaille bei der Weltmeisterschaft
- 2007 Silbermedaille bei der Weltmeisterschaft
- 2014 Silbermedaille bei der Weltmeisterschaft

## Statistik
(Stand: Ende der Saison 2015/16)